# Queen of Peace
Queen of Peace is een nummer van de Britse indierockband Florence and the Machine uit 2015. Het is de derde single van hun derde studioalbum How Big, How Blue, How Beautiful.
Het nummer was duidelijk minder succesvol dan voorganger Ship to Wreck, en wist enkel in het Verenigd Koninkrijk en België de hitlijsten te behalen. In het Verenigd Koninkrijk flopte het met een 133e positie, terwijl het in Vlaanderen de 2e positie in de Tipparade bereikte.